# Charcuteria

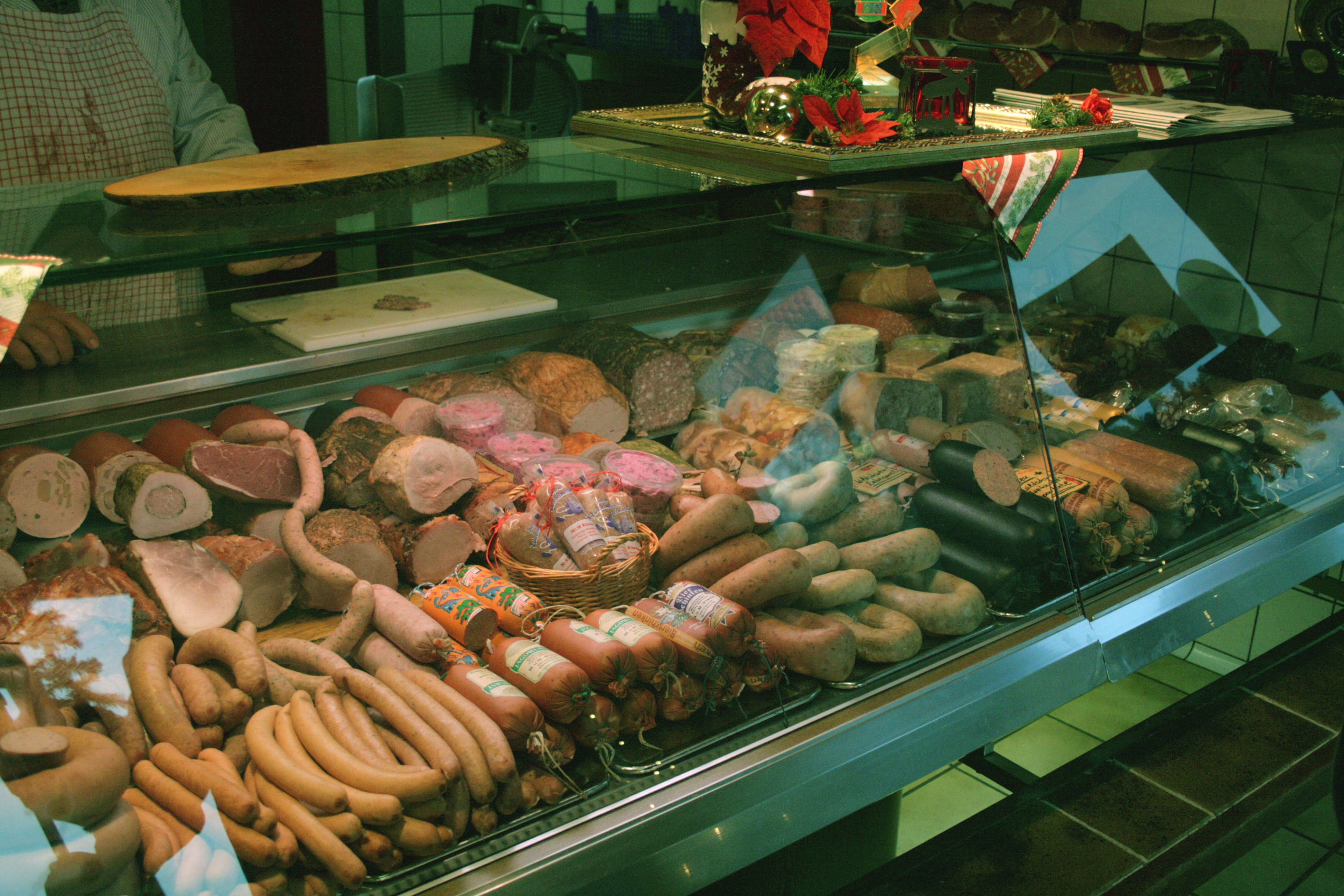
Vitrine de uma charcuteria alemã, no município de Versmold.

Charcuteria ou charcutaria (do francês charcuterie, de chair, "carne" e cuit, "cozida"), salsicharia, também conhecida pelo termo italiano salumeria, é o ramo da indústria alimentar dedicado ao preparo e venda de produtos de carne de porco curada, como bacon, presunto, salsichas, terrinas, galantinas, patês e confits. A charcuteria é parte do repertório de garde manger de um chef, originalmente criada como uma maneira de se preservar as carnes antes do advento da refrigeração.
Uma charcutaria se caracteriza por vitrines ou mostradores transparentes, geralmente com refrigeração, onde se mostram os produtos à venda para o público.
Charcutaria e os enchidos : Os enchidos compreendem um género de alimentos produzidos ao encher as tripas de animais (previamente limpas)com diversos tipos de recheios. O produto resultante desta operação pode ser opcionalmente submetido a um fumeiro antes de ser consumido. A fumagem (fumeiro)submete estes alimentos à ação do fumo com o objetivo de os conservar, "curar" e potenciar-lhes o sabor. De igual modo prolonga a durabilidade, proporcionando um efeito bactericida.